# Campionato Sammarinese di Calcio 2011-12
Campionato Sammarinese di Calcio 2011-12 var den 27. udgave af turneringen. Turneringen blev afviklet fra 17. september, 2011 og blev afsluttet i maj, 2012.
S.P. Tre Penne vandt deres første mesterskab.

## Tabel
De 15 hold er blevet delt i to grupper. Holdene møder hinanden to gange i deres egen pulje og holdene i den modsatte gruppe en gang. Tre hold fra hver gruppe, vil gå videre til slutspillet.

### Gruppe A
| Nr | Hold              | K  | V  | U | T  | Mf |   | Mi | +/- | P                     |
| -- | ----------------- | -- | -- | - | -- | -- | - | -- | --- | --------------------- |
| 1  | A.C. Libertas     | 21 | 10 | 9 | 2  | 37 | – | 24 | +13 | 39Mesterskabs playoff |
| 2  | S.S. Cosmos       | 21 | 10 | 5 | 6  | 29 | – | 23 | +6  | 35Mesterskabs playoff |
| 3  | S.C. Faetano      | 21 | 10 | 3 | 8  | 32 | – | 34 | −2  | 33Mesterskabs playoff |
| 4  | S.S. Pennarossa   | 21 | 9  | 3 | 9  | 25 | – | 28 | −3  | 30                    |
| 5  | S.S. Murata       | 21 | 9  | 3 | 9  | 30 | – | 32 | −2  | 30                    |
| 6  | S.S. San Giovanni | 21 | 5  | 7 | 9  | 32 | – | 29 | +3  | 22                    |
| 7  | S.P. Cailungo     | 21 | 4  | 7 | 10 | 21 | – | 29 | −8  | 19                    |
| 8  | F.C. Domagnano    | 21 | 2  | 3 | 16 | 11 | – | 45 | −34 | 9                     |

 K: Kampe spillet, V: Vundne kampe, U: Uafgjorte kampe, T: Tabte kampe, Mf: Mål for, Mi: Mål imod, +/-: Måldifference, P: Point

 

### Gruppe B
| Nr | Hold                | K  | V  | U | T  | Mf |   | Mi | +/- | P                     |
| -- | ------------------- | -- | -- | - | -- | -- | - | -- | --- | --------------------- |
| 1  | SP Tre Fiori        | 20 | 15 | 4 | 1  | 44 | – | 14 | +30 | 49Mesterskabs playoff |
| 2  | S.P. La Fiorita     | 20 | 12 | 5 | 3  | 42 | – | 20 | +22 | 41Mesterskabs playoff |
| 3  | S.P. Tre Penne      | 20 | 11 | 3 | 6  | 37 | – | 24 | +13 | 36Mesterskabs playoff |
| 4  | S.S. Virtus         | 20 | 9  | 3 | 8  | 25 | – | 25 | 0   | 30                    |
| 5  | F.C. Fiorentino     | 20 | 8  | 3 | 9  | 30 | – | 33 | −3  | 27                    |
| 6  | A.C. Juvenes/Dogana | 20 | 3  | 9 | 8  | 23 | – | 31 | −8  | 18                    |
| 7  | S.S. Folgore        | 20 | 2  | 3 | 15 | 14 | – | 41 | −27 | 9                     |

 K: Kampe spillet, V: Vundne kampe, U: Uafgjorte kampe, T: Tabte kampe, Mf: Mål for, Mi: Mål imod, +/-: Måldifference, P: Point

 

## Play-off
Begge gruppe vinder vil først indtræde i tredje runde.

### Første runde
| 5. maj 2012 21.15 CET |

| Cosmos      | 1 – 4 | Tre Penne                                                    |
| ----------- | ----- | ------------------------------------------------------------ |
| Pagnoni 22' |       | Di Giuli 10' (str.) · Cardini 60' · Luconi 62' · Valli 77' · |

| Stadio Olimpico, Serravalle Dommer: Gabriele Ricucci |

| 5. maj 2012 21.15 CET |

| La Fiorita         | 1 – 1 | Faetano                 |
| ------------------ | ----- | ----------------------- |
| Mottola 39' (str.) |       | Franklin 45+2' (str.) · |

| Stadio Olimpico, Serravalle Dommer: Paolo Cappetta |

### Anden runde
| 10. maj 2012 21:15 CET |

| Tre Penne                  | 2 – 1 | Faetano         |
| -------------------------- | ----- | --------------- |
| Pignieri 23' · Luconi 120' |       | Valentini 36' · |

| Stadio Olimpico, Serravalle Dommer: Fabrizio Perotto |

| 9. maj 2012 21:15 CET |

| Cosmos    | 1 – 0 | La Fiorita |
| --------- | ----- | ---------- |
| Menin 48' |       |            |

| Stadio Olimpico, Serravalle Dommer: Gabriele Rossi |

La Fiorita blev elimineret. De kvalificerede sig til Første kvalifikationsrund i UEFA Europa League 2012-13 ved at vinde pokalturneringen Coppa Titano 2011-12.

### Tredje runde
| 11. maj 2012 21:15 CET |

| Libertas     | 1 - 1 | Tre Fiori    |
| ------------ | ----- | ------------ |
| De Luigi 33' |       | Giunta 87' · |

| Stadio Olimpico, Serravalle |

| 14. maj 2012 21:15 CET |

| Cosmos                    | 2 - 1 | Faetano     |
| ------------------------- | ----- | ----------- |
| Bugli 34' · Lazzarini 55' |       | Viroli 5' · |

| Stadio Olimpico, Serravalle |

Faetano blev elimineret.

### Fjerde runde
| 16. maj 2012 21:15 CET |

| Libertas   | 1 – 1 | Tre Penne     |
| ---------- | ----- | ------------- |
| Rocchi 65' |       | Cibelli 29' · |

| Stadio Olimpico, Serravalle |

| 18. maj 2012 21:15 CET |

| Cosmos | 0 - 0 | Tre Fiori |
| ------ | ----- | --------- |
|        |       |           |

| Stadio Olimpico, Serravalle |

Cosmos blev elimineret .

### Semifinale
| 23. maj 2012 21:00 CET |

| Tre Penne        | 2 – 1 | Tre Fiori    |
| ---------------- | ----- | ------------ |
| Cibelli 45', 73' |       | Baizan 30' · |

| Stadio Olimpico, Serravalle |

### Final
Vinder af finalen kvalificerer sig til UEFA Champions League 2012–13 1. kval-runde. Taberen kvalificerer sig til første kvalifikationsrunde i UEFA Europa League 2012-13.
| 29. maj 2012 21:00 CET |

| Libertas | 0 – 1 | Tre Penne   |
| -------- | ----- | ----------- |
|          |       | Valli 75' · |

| Stadio Olimpico, Serravalle |